# Tour Carbonac
La tour Carbonac est une tour située à Monze,  dans le département français de l'Aude en région Occitanie.

## Description
Il s'agit d'une tour carrée qui daterait du XIIe siècle. Elle se situe sur un domaine viticole privé.

## Localisation
La tour est située à la sortie de la commune de Monze, dans le département français de l'Aude.

## Historique
Son histoire reste un mystère. Il est fait référence à l'existence de la tour dans une notice d'un recueil d'actes de l'époque : « Depuis le 16 octobre 1257, jusqu'à la révolution, l'évêque de Carcassonne avait droit à une certaine rente et juridiction aux lieux de Carbonac, Sobriansac et Monze. Le domaine de Carbonac, sur la route, au bord de la Bretonne, est un ancien monastère de femmes. On y voit encore une vieille tour carrée, très haute, bien conservée. La tradition du pays porte qu'un roi de France séjourna à Carbonac ».

L'édifice est inscrit, en tant qu'édifice fortifié, au titre des monuments historiques en 1948.

La tour de Carbonnac et ses abords sont inscrits au titre des sites naturels depuis 1945.